# DFB-Pokal 1952/53
Het seizoen 1952/53 van de DFB-Pokal was het 10e seizoen om de Duitse nationale voetbalbeker (inclusief de Tschammer-beker) in het voetbal en het eerste onder de naam DFB-Pokal.
De beker begon op 17 augustus 1952 en eindigde op 1 mei 1953 in het Rheinstadion in Düsseldorf. Rot-Weiss Essen werd de eerste moderne bekerwinnaar.

## Eindronde

### Eerste ronde
| Thuisploeg                  |   | Uitploeg               | Uitslag  |
| --------------------------- | - | ---------------------- | -------- |
| VfB Stuttgart               | – | Kickers Offenbach      | 0:3      |
| SV Waldhof Mannheim         | – | Eintracht Braunschweig | 2:1      |
| 1. FC Saarbrücken           | – | FC St. Pauli           | 1:2      |
| SpVgg Fürth                 | – | VfR Kaiserslautern     | 6:1      |
| SC Concordia Hamburg        | – | Borussia Dortmund      | 4:3      |
| SpVgg Blau-Weiß 1890 Berlin | – | Eintracht Trier        | 0:1      |
| Alemannia Aachen            | – | TuS Essen-West         | 5:2      |
| SV Hamborn 07               | – | 1. SC Göttingen 05     | 4:1 n.V. |
| Rot-Weiss Essen             | – | SSV Jahn Regensburg    | 5:0      |
| Eintracht Osnabrück         | – | Preußen Dellbrück      | 1:2      |
| Borussia Neunkirchen        | – | FC Schalke 04          | 2:1      |
| SC Wacker 04 Berlin         | – | 1. FC Nürnberg         | 2:6      |
| Hamburger SV                | – | SC Victoria Hamburg    | 6:1      |
| VfB Mühlburg                | – | Preußen Münster        | 5:3 n.V. |
| SSV Reutlingen 05           | – | VfR Wormatia Worms     | 4:5 n.V. |
| VfL Osnabrück               | – | Phönix Ludwigshafen    | 2:2 n.V. |

Replay
| Thuisploeg          |   | Uitploeg      | Uitslag |
| ------------------- | - | ------------- | ------- |
| Phönix Ludwigshafen | – | VfL Osnabrück | 0:2     |

### 1/8ste finale
| Thuisploeg          |   | Uitploeg             | Uitslag  |
| ------------------- | - | -------------------- | -------- |
| SV Waldhof Mannheim | – | SpVgg Fürth          | 5:2      |
| Concordia Hamburg   | – | VfB Mühlburg         | 4:3      |
| Preußen Dellbrück   | – | Kickers Offenbach    | 2:3 n.V. |
| Wormatia Worms      | – | Eintracht Trier      | 4:1      |
| 1. FC Nürnberg      | – | Alemannia Aachen     | 3:3 n.V. |
| Hamburger SV        | – | Borussia Neunkirchen | 2:0      |
| Hamborn 07          | – | FC St. Pauli         | 1:1 n.V. |
| Rot-Weiss Essen     | – | VfL Osnabrück        | 2:0      |

Replay
| Thuisploeg       |   | Uitploeg      | Uitslag |
| ---------------- | - | ------------- | ------- |
| FC St. Pauli     | – | Hamborn 07    | 3:4     |
| Alemannia Aachen | – | 1.FC Nürnberg | 2:0     |

### Kwartfinale
| Thuisploeg          |   | Uitploeg          | Uitslag |
| ------------------- | - | ----------------- | ------- |
| Rot-Weiss Essen     | – | Hamburger SV      | 6:1     |
| Kickers Offenbach   | – | Wormatia Worms    | 1:2     |
| SV Waldhof Mannheim | – | Concordia Hamburg | 2:1     |
| Alemannia Aachen    | – | Hamborn 07        | 3:1     |

### Halve finale
| Thuisploeg       |   | Uitploeg            | Uitslag |
| ---------------- | - | ------------------- | ------- |
| Rot-Weiss Essen  | – | SV Waldhof Mannheim | 3:2     |
| Alemannia Aachen | – | Wormatia Worms      | 3:1     |

### Finale
| Thuisploeg      |   | Uitploeg         | Uitslag   | Stad, Stadion            |
| --------------- | - | ---------------- | --------- | ------------------------ |
| Rot-Weiss Essen | – | Alemannia Aachen | 2:1 (1:0) | Düsseldorf, Rheinstadion |

Tschammerpokal:
1935 · 
1936 · 
1937 · 
1938 · 
1939 ·
1940 · 
1941 · 
1942 · 
1943 

DFB-Pokal:
1952/53 · 
1953/54 · 
1954/55 · 
1955/56 · 
1956/57 · 
1957/58 · 
1958/59 · 
1959/60 · 
1960/61 · 
1961/62 · 
1962/63 · 
1963/64 · 
1964/65 · 
1965/66 · 
1966/67 · 
1967/68 · 
1968/69 · 
1969/70 · 
1970/71 · 
1971/72 · 
1972/73 · 
1973/74 · 
1974/75 · 
1975/76 · 
1976/77 · 
1977/78 · 
1978/79 · 
1979/80 · 
1980/81 · 
1981/82 · 
1982/83 · 
1983/84 · 
1984/85 · 
1985/86 · 
1986/87 · 
1987/88 · 
1988/89 · 
1989/90 · 
1990/91 · 
1991/92 · 
1992/93 ·
1993/94 · 
1994/95 · 
1995/96 · 
1996/97 · 
1997/98 · 
1998/99 · 
1999/00 · 
2000/01 · 
2001/02 ·
2002/03 · 
2003/04 ·
2004/05 · 
2005/06 ·
2006/07 · 
2007/08 ·
2008/09 ·
2009/10 · 
2010/11 ·
2011/12 ·
2012/13 ·
2013/14 ·
2014/15 ·
2015/16 ·
2016/17 ·
2017/18 ·
2018/19 ·
2019/20 ·
2020/21 .
2021/22 ·
2022/23 ·
2023/24 .
2024/25